# Italienskt parti
Den här artikeln använder algebraisk schacknotation för att beskriva schackdragen.
Italienskt parti är en schacköppning som karaktäriseras av dragen:
1. e4 e5
2. Sf3 Sc6
3. Lc4 Lc5
Löpardragen är naturliga utvecklingsdrag som ger inflytande i centrum, angriper den svaga f-bonden bredvid kungen och förbereder rockad. Öppningen är känd sen slutet av 1400-talet och har fått sitt namn av att den spelades och analyserades av italienska mästare som Giulio Cesare Polerio på 1500-talet och Gioacchino Greco på 1600-talet.
Italienskt parti var populärt under 1800-talet. Huvudvarianterna är välanalyserade och leder i en del fall forcerat till remibetonade ställningar. Under 1900-talet har öppningen till stor del ersatts av spanskt parti som det vanligaste öppna spelet eftersom det leder till mer strategiskt spel. De senaste åren har italienskt parti fått en viss renässans när vit har haft svårt att få en fördel mot Berlinerförsvaret i spanskt.
På en del språk kallas öppningen för Giuoco Piano, italienska för lugnt parti.

## Varianter
Den klassiska huvudvarianten i italienskt är 4.c3 som förbereder att bygga upp ett starkt centrum med d2-d4. 
Det populäraste spelsättet numera är dock 4.d3 som leder till långsammare, mer strategiskt spel.
4.b4 kallas Evansgambit där vit offrar en bonde for snabb utveckling och dominans i centrum. Evansgambit brukar behandlas som en egen öppning. 
4.Sc3 leder efter 4…Sf6 till italienskt fyrspringarspel.

### Huvudvarianten (4.c3)
|   | a | b | c | d | e | f | g | h |   |
| 8 | a8 svart torn · c8 svart löpare · d8 svart drottning · e8 svart kung · h8 svart torn · a7 svart bonde · b7 svart bonde · c7 svart bonde · d7 svart bonde · f7 svart bonde · g7 svart bonde · h7 svart bonde · c6 svart springare · f6 svart springare · c5 svart löpare · c4 vit löpare · d4 svart bonde · e4 vit bonde · c3 vit bonde · f3 vit springare · a2 vit bonde · b2 vit bonde · f2 vit bonde · g2 vit bonde · h2 vit bonde · a1 vit torn · b1 vit springare · c1 vit löpare · d1 vit drottning · e1 vit kung · h1 vit torn | a8 svart torn · c8 svart löpare · d8 svart drottning · e8 svart kung · h8 svart torn · a7 svart bonde · b7 svart bonde · c7 svart bonde · d7 svart bonde · f7 svart bonde · g7 svart bonde · h7 svart bonde · c6 svart springare · f6 svart springare · c5 svart löpare · c4 vit löpare · d4 svart bonde · e4 vit bonde · c3 vit bonde · f3 vit springare · a2 vit bonde · b2 vit bonde · f2 vit bonde · g2 vit bonde · h2 vit bonde · a1 vit torn · b1 vit springare · c1 vit löpare · d1 vit drottning · e1 vit kung · h1 vit torn | a8 svart torn · c8 svart löpare · d8 svart drottning · e8 svart kung · h8 svart torn · a7 svart bonde · b7 svart bonde · c7 svart bonde · d7 svart bonde · f7 svart bonde · g7 svart bonde · h7 svart bonde · c6 svart springare · f6 svart springare · c5 svart löpare · c4 vit löpare · d4 svart bonde · e4 vit bonde · c3 vit bonde · f3 vit springare · a2 vit bonde · b2 vit bonde · f2 vit bonde · g2 vit bonde · h2 vit bonde · a1 vit torn · b1 vit springare · c1 vit löpare · d1 vit drottning · e1 vit kung · h1 vit torn | a8 svart torn · c8 svart löpare · d8 svart drottning · e8 svart kung · h8 svart torn · a7 svart bonde · b7 svart bonde · c7 svart bonde · d7 svart bonde · f7 svart bonde · g7 svart bonde · h7 svart bonde · c6 svart springare · f6 svart springare · c5 svart löpare · c4 vit löpare · d4 svart bonde · e4 vit bonde · c3 vit bonde · f3 vit springare · a2 vit bonde · b2 vit bonde · f2 vit bonde · g2 vit bonde · h2 vit bonde · a1 vit torn · b1 vit springare · c1 vit löpare · d1 vit drottning · e1 vit kung · h1 vit torn | a8 svart torn · c8 svart löpare · d8 svart drottning · e8 svart kung · h8 svart torn · a7 svart bonde · b7 svart bonde · c7 svart bonde · d7 svart bonde · f7 svart bonde · g7 svart bonde · h7 svart bonde · c6 svart springare · f6 svart springare · c5 svart löpare · c4 vit löpare · d4 svart bonde · e4 vit bonde · c3 vit bonde · f3 vit springare · a2 vit bonde · b2 vit bonde · f2 vit bonde · g2 vit bonde · h2 vit bonde · a1 vit torn · b1 vit springare · c1 vit löpare · d1 vit drottning · e1 vit kung · h1 vit torn | a8 svart torn · c8 svart löpare · d8 svart drottning · e8 svart kung · h8 svart torn · a7 svart bonde · b7 svart bonde · c7 svart bonde · d7 svart bonde · f7 svart bonde · g7 svart bonde · h7 svart bonde · c6 svart springare · f6 svart springare · c5 svart löpare · c4 vit löpare · d4 svart bonde · e4 vit bonde · c3 vit bonde · f3 vit springare · a2 vit bonde · b2 vit bonde · f2 vit bonde · g2 vit bonde · h2 vit bonde · a1 vit torn · b1 vit springare · c1 vit löpare · d1 vit drottning · e1 vit kung · h1 vit torn | a8 svart torn · c8 svart löpare · d8 svart drottning · e8 svart kung · h8 svart torn · a7 svart bonde · b7 svart bonde · c7 svart bonde · d7 svart bonde · f7 svart bonde · g7 svart bonde · h7 svart bonde · c6 svart springare · f6 svart springare · c5 svart löpare · c4 vit löpare · d4 svart bonde · e4 vit bonde · c3 vit bonde · f3 vit springare · a2 vit bonde · b2 vit bonde · f2 vit bonde · g2 vit bonde · h2 vit bonde · a1 vit torn · b1 vit springare · c1 vit löpare · d1 vit drottning · e1 vit kung · h1 vit torn | a8 svart torn · c8 svart löpare · d8 svart drottning · e8 svart kung · h8 svart torn · a7 svart bonde · b7 svart bonde · c7 svart bonde · d7 svart bonde · f7 svart bonde · g7 svart bonde · h7 svart bonde · c6 svart springare · f6 svart springare · c5 svart löpare · c4 vit löpare · d4 svart bonde · e4 vit bonde · c3 vit bonde · f3 vit springare · a2 vit bonde · b2 vit bonde · f2 vit bonde · g2 vit bonde · h2 vit bonde · a1 vit torn · b1 vit springare · c1 vit löpare · d1 vit drottning · e1 vit kung · h1 vit torn | 8 |
| 7 | a8 svart torn · c8 svart löpare · d8 svart drottning · e8 svart kung · h8 svart torn · a7 svart bonde · b7 svart bonde · c7 svart bonde · d7 svart bonde · f7 svart bonde · g7 svart bonde · h7 svart bonde · c6 svart springare · f6 svart springare · c5 svart löpare · c4 vit löpare · d4 svart bonde · e4 vit bonde · c3 vit bonde · f3 vit springare · a2 vit bonde · b2 vit bonde · f2 vit bonde · g2 vit bonde · h2 vit bonde · a1 vit torn · b1 vit springare · c1 vit löpare · d1 vit drottning · e1 vit kung · h1 vit torn | a8 svart torn · c8 svart löpare · d8 svart drottning · e8 svart kung · h8 svart torn · a7 svart bonde · b7 svart bonde · c7 svart bonde · d7 svart bonde · f7 svart bonde · g7 svart bonde · h7 svart bonde · c6 svart springare · f6 svart springare · c5 svart löpare · c4 vit löpare · d4 svart bonde · e4 vit bonde · c3 vit bonde · f3 vit springare · a2 vit bonde · b2 vit bonde · f2 vit bonde · g2 vit bonde · h2 vit bonde · a1 vit torn · b1 vit springare · c1 vit löpare · d1 vit drottning · e1 vit kung · h1 vit torn | a8 svart torn · c8 svart löpare · d8 svart drottning · e8 svart kung · h8 svart torn · a7 svart bonde · b7 svart bonde · c7 svart bonde · d7 svart bonde · f7 svart bonde · g7 svart bonde · h7 svart bonde · c6 svart springare · f6 svart springare · c5 svart löpare · c4 vit löpare · d4 svart bonde · e4 vit bonde · c3 vit bonde · f3 vit springare · a2 vit bonde · b2 vit bonde · f2 vit bonde · g2 vit bonde · h2 vit bonde · a1 vit torn · b1 vit springare · c1 vit löpare · d1 vit drottning · e1 vit kung · h1 vit torn | a8 svart torn · c8 svart löpare · d8 svart drottning · e8 svart kung · h8 svart torn · a7 svart bonde · b7 svart bonde · c7 svart bonde · d7 svart bonde · f7 svart bonde · g7 svart bonde · h7 svart bonde · c6 svart springare · f6 svart springare · c5 svart löpare · c4 vit löpare · d4 svart bonde · e4 vit bonde · c3 vit bonde · f3 vit springare · a2 vit bonde · b2 vit bonde · f2 vit bonde · g2 vit bonde · h2 vit bonde · a1 vit torn · b1 vit springare · c1 vit löpare · d1 vit drottning · e1 vit kung · h1 vit torn | a8 svart torn · c8 svart löpare · d8 svart drottning · e8 svart kung · h8 svart torn · a7 svart bonde · b7 svart bonde · c7 svart bonde · d7 svart bonde · f7 svart bonde · g7 svart bonde · h7 svart bonde · c6 svart springare · f6 svart springare · c5 svart löpare · c4 vit löpare · d4 svart bonde · e4 vit bonde · c3 vit bonde · f3 vit springare · a2 vit bonde · b2 vit bonde · f2 vit bonde · g2 vit bonde · h2 vit bonde · a1 vit torn · b1 vit springare · c1 vit löpare · d1 vit drottning · e1 vit kung · h1 vit torn | a8 svart torn · c8 svart löpare · d8 svart drottning · e8 svart kung · h8 svart torn · a7 svart bonde · b7 svart bonde · c7 svart bonde · d7 svart bonde · f7 svart bonde · g7 svart bonde · h7 svart bonde · c6 svart springare · f6 svart springare · c5 svart löpare · c4 vit löpare · d4 svart bonde · e4 vit bonde · c3 vit bonde · f3 vit springare · a2 vit bonde · b2 vit bonde · f2 vit bonde · g2 vit bonde · h2 vit bonde · a1 vit torn · b1 vit springare · c1 vit löpare · d1 vit drottning · e1 vit kung · h1 vit torn | a8 svart torn · c8 svart löpare · d8 svart drottning · e8 svart kung · h8 svart torn · a7 svart bonde · b7 svart bonde · c7 svart bonde · d7 svart bonde · f7 svart bonde · g7 svart bonde · h7 svart bonde · c6 svart springare · f6 svart springare · c5 svart löpare · c4 vit löpare · d4 svart bonde · e4 vit bonde · c3 vit bonde · f3 vit springare · a2 vit bonde · b2 vit bonde · f2 vit bonde · g2 vit bonde · h2 vit bonde · a1 vit torn · b1 vit springare · c1 vit löpare · d1 vit drottning · e1 vit kung · h1 vit torn | a8 svart torn · c8 svart löpare · d8 svart drottning · e8 svart kung · h8 svart torn · a7 svart bonde · b7 svart bonde · c7 svart bonde · d7 svart bonde · f7 svart bonde · g7 svart bonde · h7 svart bonde · c6 svart springare · f6 svart springare · c5 svart löpare · c4 vit löpare · d4 svart bonde · e4 vit bonde · c3 vit bonde · f3 vit springare · a2 vit bonde · b2 vit bonde · f2 vit bonde · g2 vit bonde · h2 vit bonde · a1 vit torn · b1 vit springare · c1 vit löpare · d1 vit drottning · e1 vit kung · h1 vit torn | 7 |
| 6 | a8 svart torn · c8 svart löpare · d8 svart drottning · e8 svart kung · h8 svart torn · a7 svart bonde · b7 svart bonde · c7 svart bonde · d7 svart bonde · f7 svart bonde · g7 svart bonde · h7 svart bonde · c6 svart springare · f6 svart springare · c5 svart löpare · c4 vit löpare · d4 svart bonde · e4 vit bonde · c3 vit bonde · f3 vit springare · a2 vit bonde · b2 vit bonde · f2 vit bonde · g2 vit bonde · h2 vit bonde · a1 vit torn · b1 vit springare · c1 vit löpare · d1 vit drottning · e1 vit kung · h1 vit torn | a8 svart torn · c8 svart löpare · d8 svart drottning · e8 svart kung · h8 svart torn · a7 svart bonde · b7 svart bonde · c7 svart bonde · d7 svart bonde · f7 svart bonde · g7 svart bonde · h7 svart bonde · c6 svart springare · f6 svart springare · c5 svart löpare · c4 vit löpare · d4 svart bonde · e4 vit bonde · c3 vit bonde · f3 vit springare · a2 vit bonde · b2 vit bonde · f2 vit bonde · g2 vit bonde · h2 vit bonde · a1 vit torn · b1 vit springare · c1 vit löpare · d1 vit drottning · e1 vit kung · h1 vit torn | a8 svart torn · c8 svart löpare · d8 svart drottning · e8 svart kung · h8 svart torn · a7 svart bonde · b7 svart bonde · c7 svart bonde · d7 svart bonde · f7 svart bonde · g7 svart bonde · h7 svart bonde · c6 svart springare · f6 svart springare · c5 svart löpare · c4 vit löpare · d4 svart bonde · e4 vit bonde · c3 vit bonde · f3 vit springare · a2 vit bonde · b2 vit bonde · f2 vit bonde · g2 vit bonde · h2 vit bonde · a1 vit torn · b1 vit springare · c1 vit löpare · d1 vit drottning · e1 vit kung · h1 vit torn | a8 svart torn · c8 svart löpare · d8 svart drottning · e8 svart kung · h8 svart torn · a7 svart bonde · b7 svart bonde · c7 svart bonde · d7 svart bonde · f7 svart bonde · g7 svart bonde · h7 svart bonde · c6 svart springare · f6 svart springare · c5 svart löpare · c4 vit löpare · d4 svart bonde · e4 vit bonde · c3 vit bonde · f3 vit springare · a2 vit bonde · b2 vit bonde · f2 vit bonde · g2 vit bonde · h2 vit bonde · a1 vit torn · b1 vit springare · c1 vit löpare · d1 vit drottning · e1 vit kung · h1 vit torn | a8 svart torn · c8 svart löpare · d8 svart drottning · e8 svart kung · h8 svart torn · a7 svart bonde · b7 svart bonde · c7 svart bonde · d7 svart bonde · f7 svart bonde · g7 svart bonde · h7 svart bonde · c6 svart springare · f6 svart springare · c5 svart löpare · c4 vit löpare · d4 svart bonde · e4 vit bonde · c3 vit bonde · f3 vit springare · a2 vit bonde · b2 vit bonde · f2 vit bonde · g2 vit bonde · h2 vit bonde · a1 vit torn · b1 vit springare · c1 vit löpare · d1 vit drottning · e1 vit kung · h1 vit torn | a8 svart torn · c8 svart löpare · d8 svart drottning · e8 svart kung · h8 svart torn · a7 svart bonde · b7 svart bonde · c7 svart bonde · d7 svart bonde · f7 svart bonde · g7 svart bonde · h7 svart bonde · c6 svart springare · f6 svart springare · c5 svart löpare · c4 vit löpare · d4 svart bonde · e4 vit bonde · c3 vit bonde · f3 vit springare · a2 vit bonde · b2 vit bonde · f2 vit bonde · g2 vit bonde · h2 vit bonde · a1 vit torn · b1 vit springare · c1 vit löpare · d1 vit drottning · e1 vit kung · h1 vit torn | a8 svart torn · c8 svart löpare · d8 svart drottning · e8 svart kung · h8 svart torn · a7 svart bonde · b7 svart bonde · c7 svart bonde · d7 svart bonde · f7 svart bonde · g7 svart bonde · h7 svart bonde · c6 svart springare · f6 svart springare · c5 svart löpare · c4 vit löpare · d4 svart bonde · e4 vit bonde · c3 vit bonde · f3 vit springare · a2 vit bonde · b2 vit bonde · f2 vit bonde · g2 vit bonde · h2 vit bonde · a1 vit torn · b1 vit springare · c1 vit löpare · d1 vit drottning · e1 vit kung · h1 vit torn | a8 svart torn · c8 svart löpare · d8 svart drottning · e8 svart kung · h8 svart torn · a7 svart bonde · b7 svart bonde · c7 svart bonde · d7 svart bonde · f7 svart bonde · g7 svart bonde · h7 svart bonde · c6 svart springare · f6 svart springare · c5 svart löpare · c4 vit löpare · d4 svart bonde · e4 vit bonde · c3 vit bonde · f3 vit springare · a2 vit bonde · b2 vit bonde · f2 vit bonde · g2 vit bonde · h2 vit bonde · a1 vit torn · b1 vit springare · c1 vit löpare · d1 vit drottning · e1 vit kung · h1 vit torn | 6 |
| 5 | a8 svart torn · c8 svart löpare · d8 svart drottning · e8 svart kung · h8 svart torn · a7 svart bonde · b7 svart bonde · c7 svart bonde · d7 svart bonde · f7 svart bonde · g7 svart bonde · h7 svart bonde · c6 svart springare · f6 svart springare · c5 svart löpare · c4 vit löpare · d4 svart bonde · e4 vit bonde · c3 vit bonde · f3 vit springare · a2 vit bonde · b2 vit bonde · f2 vit bonde · g2 vit bonde · h2 vit bonde · a1 vit torn · b1 vit springare · c1 vit löpare · d1 vit drottning · e1 vit kung · h1 vit torn | a8 svart torn · c8 svart löpare · d8 svart drottning · e8 svart kung · h8 svart torn · a7 svart bonde · b7 svart bonde · c7 svart bonde · d7 svart bonde · f7 svart bonde · g7 svart bonde · h7 svart bonde · c6 svart springare · f6 svart springare · c5 svart löpare · c4 vit löpare · d4 svart bonde · e4 vit bonde · c3 vit bonde · f3 vit springare · a2 vit bonde · b2 vit bonde · f2 vit bonde · g2 vit bonde · h2 vit bonde · a1 vit torn · b1 vit springare · c1 vit löpare · d1 vit drottning · e1 vit kung · h1 vit torn | a8 svart torn · c8 svart löpare · d8 svart drottning · e8 svart kung · h8 svart torn · a7 svart bonde · b7 svart bonde · c7 svart bonde · d7 svart bonde · f7 svart bonde · g7 svart bonde · h7 svart bonde · c6 svart springare · f6 svart springare · c5 svart löpare · c4 vit löpare · d4 svart bonde · e4 vit bonde · c3 vit bonde · f3 vit springare · a2 vit bonde · b2 vit bonde · f2 vit bonde · g2 vit bonde · h2 vit bonde · a1 vit torn · b1 vit springare · c1 vit löpare · d1 vit drottning · e1 vit kung · h1 vit torn | a8 svart torn · c8 svart löpare · d8 svart drottning · e8 svart kung · h8 svart torn · a7 svart bonde · b7 svart bonde · c7 svart bonde · d7 svart bonde · f7 svart bonde · g7 svart bonde · h7 svart bonde · c6 svart springare · f6 svart springare · c5 svart löpare · c4 vit löpare · d4 svart bonde · e4 vit bonde · c3 vit bonde · f3 vit springare · a2 vit bonde · b2 vit bonde · f2 vit bonde · g2 vit bonde · h2 vit bonde · a1 vit torn · b1 vit springare · c1 vit löpare · d1 vit drottning · e1 vit kung · h1 vit torn | a8 svart torn · c8 svart löpare · d8 svart drottning · e8 svart kung · h8 svart torn · a7 svart bonde · b7 svart bonde · c7 svart bonde · d7 svart bonde · f7 svart bonde · g7 svart bonde · h7 svart bonde · c6 svart springare · f6 svart springare · c5 svart löpare · c4 vit löpare · d4 svart bonde · e4 vit bonde · c3 vit bonde · f3 vit springare · a2 vit bonde · b2 vit bonde · f2 vit bonde · g2 vit bonde · h2 vit bonde · a1 vit torn · b1 vit springare · c1 vit löpare · d1 vit drottning · e1 vit kung · h1 vit torn | a8 svart torn · c8 svart löpare · d8 svart drottning · e8 svart kung · h8 svart torn · a7 svart bonde · b7 svart bonde · c7 svart bonde · d7 svart bonde · f7 svart bonde · g7 svart bonde · h7 svart bonde · c6 svart springare · f6 svart springare · c5 svart löpare · c4 vit löpare · d4 svart bonde · e4 vit bonde · c3 vit bonde · f3 vit springare · a2 vit bonde · b2 vit bonde · f2 vit bonde · g2 vit bonde · h2 vit bonde · a1 vit torn · b1 vit springare · c1 vit löpare · d1 vit drottning · e1 vit kung · h1 vit torn | a8 svart torn · c8 svart löpare · d8 svart drottning · e8 svart kung · h8 svart torn · a7 svart bonde · b7 svart bonde · c7 svart bonde · d7 svart bonde · f7 svart bonde · g7 svart bonde · h7 svart bonde · c6 svart springare · f6 svart springare · c5 svart löpare · c4 vit löpare · d4 svart bonde · e4 vit bonde · c3 vit bonde · f3 vit springare · a2 vit bonde · b2 vit bonde · f2 vit bonde · g2 vit bonde · h2 vit bonde · a1 vit torn · b1 vit springare · c1 vit löpare · d1 vit drottning · e1 vit kung · h1 vit torn | a8 svart torn · c8 svart löpare · d8 svart drottning · e8 svart kung · h8 svart torn · a7 svart bonde · b7 svart bonde · c7 svart bonde · d7 svart bonde · f7 svart bonde · g7 svart bonde · h7 svart bonde · c6 svart springare · f6 svart springare · c5 svart löpare · c4 vit löpare · d4 svart bonde · e4 vit bonde · c3 vit bonde · f3 vit springare · a2 vit bonde · b2 vit bonde · f2 vit bonde · g2 vit bonde · h2 vit bonde · a1 vit torn · b1 vit springare · c1 vit löpare · d1 vit drottning · e1 vit kung · h1 vit torn | 5 |
| 4 | a8 svart torn · c8 svart löpare · d8 svart drottning · e8 svart kung · h8 svart torn · a7 svart bonde · b7 svart bonde · c7 svart bonde · d7 svart bonde · f7 svart bonde · g7 svart bonde · h7 svart bonde · c6 svart springare · f6 svart springare · c5 svart löpare · c4 vit löpare · d4 svart bonde · e4 vit bonde · c3 vit bonde · f3 vit springare · a2 vit bonde · b2 vit bonde · f2 vit bonde · g2 vit bonde · h2 vit bonde · a1 vit torn · b1 vit springare · c1 vit löpare · d1 vit drottning · e1 vit kung · h1 vit torn | a8 svart torn · c8 svart löpare · d8 svart drottning · e8 svart kung · h8 svart torn · a7 svart bonde · b7 svart bonde · c7 svart bonde · d7 svart bonde · f7 svart bonde · g7 svart bonde · h7 svart bonde · c6 svart springare · f6 svart springare · c5 svart löpare · c4 vit löpare · d4 svart bonde · e4 vit bonde · c3 vit bonde · f3 vit springare · a2 vit bonde · b2 vit bonde · f2 vit bonde · g2 vit bonde · h2 vit bonde · a1 vit torn · b1 vit springare · c1 vit löpare · d1 vit drottning · e1 vit kung · h1 vit torn | a8 svart torn · c8 svart löpare · d8 svart drottning · e8 svart kung · h8 svart torn · a7 svart bonde · b7 svart bonde · c7 svart bonde · d7 svart bonde · f7 svart bonde · g7 svart bonde · h7 svart bonde · c6 svart springare · f6 svart springare · c5 svart löpare · c4 vit löpare · d4 svart bonde · e4 vit bonde · c3 vit bonde · f3 vit springare · a2 vit bonde · b2 vit bonde · f2 vit bonde · g2 vit bonde · h2 vit bonde · a1 vit torn · b1 vit springare · c1 vit löpare · d1 vit drottning · e1 vit kung · h1 vit torn | a8 svart torn · c8 svart löpare · d8 svart drottning · e8 svart kung · h8 svart torn · a7 svart bonde · b7 svart bonde · c7 svart bonde · d7 svart bonde · f7 svart bonde · g7 svart bonde · h7 svart bonde · c6 svart springare · f6 svart springare · c5 svart löpare · c4 vit löpare · d4 svart bonde · e4 vit bonde · c3 vit bonde · f3 vit springare · a2 vit bonde · b2 vit bonde · f2 vit bonde · g2 vit bonde · h2 vit bonde · a1 vit torn · b1 vit springare · c1 vit löpare · d1 vit drottning · e1 vit kung · h1 vit torn | a8 svart torn · c8 svart löpare · d8 svart drottning · e8 svart kung · h8 svart torn · a7 svart bonde · b7 svart bonde · c7 svart bonde · d7 svart bonde · f7 svart bonde · g7 svart bonde · h7 svart bonde · c6 svart springare · f6 svart springare · c5 svart löpare · c4 vit löpare · d4 svart bonde · e4 vit bonde · c3 vit bonde · f3 vit springare · a2 vit bonde · b2 vit bonde · f2 vit bonde · g2 vit bonde · h2 vit bonde · a1 vit torn · b1 vit springare · c1 vit löpare · d1 vit drottning · e1 vit kung · h1 vit torn | a8 svart torn · c8 svart löpare · d8 svart drottning · e8 svart kung · h8 svart torn · a7 svart bonde · b7 svart bonde · c7 svart bonde · d7 svart bonde · f7 svart bonde · g7 svart bonde · h7 svart bonde · c6 svart springare · f6 svart springare · c5 svart löpare · c4 vit löpare · d4 svart bonde · e4 vit bonde · c3 vit bonde · f3 vit springare · a2 vit bonde · b2 vit bonde · f2 vit bonde · g2 vit bonde · h2 vit bonde · a1 vit torn · b1 vit springare · c1 vit löpare · d1 vit drottning · e1 vit kung · h1 vit torn | a8 svart torn · c8 svart löpare · d8 svart drottning · e8 svart kung · h8 svart torn · a7 svart bonde · b7 svart bonde · c7 svart bonde · d7 svart bonde · f7 svart bonde · g7 svart bonde · h7 svart bonde · c6 svart springare · f6 svart springare · c5 svart löpare · c4 vit löpare · d4 svart bonde · e4 vit bonde · c3 vit bonde · f3 vit springare · a2 vit bonde · b2 vit bonde · f2 vit bonde · g2 vit bonde · h2 vit bonde · a1 vit torn · b1 vit springare · c1 vit löpare · d1 vit drottning · e1 vit kung · h1 vit torn | a8 svart torn · c8 svart löpare · d8 svart drottning · e8 svart kung · h8 svart torn · a7 svart bonde · b7 svart bonde · c7 svart bonde · d7 svart bonde · f7 svart bonde · g7 svart bonde · h7 svart bonde · c6 svart springare · f6 svart springare · c5 svart löpare · c4 vit löpare · d4 svart bonde · e4 vit bonde · c3 vit bonde · f3 vit springare · a2 vit bonde · b2 vit bonde · f2 vit bonde · g2 vit bonde · h2 vit bonde · a1 vit torn · b1 vit springare · c1 vit löpare · d1 vit drottning · e1 vit kung · h1 vit torn | 4 |
| 3 | a8 svart torn · c8 svart löpare · d8 svart drottning · e8 svart kung · h8 svart torn · a7 svart bonde · b7 svart bonde · c7 svart bonde · d7 svart bonde · f7 svart bonde · g7 svart bonde · h7 svart bonde · c6 svart springare · f6 svart springare · c5 svart löpare · c4 vit löpare · d4 svart bonde · e4 vit bonde · c3 vit bonde · f3 vit springare · a2 vit bonde · b2 vit bonde · f2 vit bonde · g2 vit bonde · h2 vit bonde · a1 vit torn · b1 vit springare · c1 vit löpare · d1 vit drottning · e1 vit kung · h1 vit torn | a8 svart torn · c8 svart löpare · d8 svart drottning · e8 svart kung · h8 svart torn · a7 svart bonde · b7 svart bonde · c7 svart bonde · d7 svart bonde · f7 svart bonde · g7 svart bonde · h7 svart bonde · c6 svart springare · f6 svart springare · c5 svart löpare · c4 vit löpare · d4 svart bonde · e4 vit bonde · c3 vit bonde · f3 vit springare · a2 vit bonde · b2 vit bonde · f2 vit bonde · g2 vit bonde · h2 vit bonde · a1 vit torn · b1 vit springare · c1 vit löpare · d1 vit drottning · e1 vit kung · h1 vit torn | a8 svart torn · c8 svart löpare · d8 svart drottning · e8 svart kung · h8 svart torn · a7 svart bonde · b7 svart bonde · c7 svart bonde · d7 svart bonde · f7 svart bonde · g7 svart bonde · h7 svart bonde · c6 svart springare · f6 svart springare · c5 svart löpare · c4 vit löpare · d4 svart bonde · e4 vit bonde · c3 vit bonde · f3 vit springare · a2 vit bonde · b2 vit bonde · f2 vit bonde · g2 vit bonde · h2 vit bonde · a1 vit torn · b1 vit springare · c1 vit löpare · d1 vit drottning · e1 vit kung · h1 vit torn | a8 svart torn · c8 svart löpare · d8 svart drottning · e8 svart kung · h8 svart torn · a7 svart bonde · b7 svart bonde · c7 svart bonde · d7 svart bonde · f7 svart bonde · g7 svart bonde · h7 svart bonde · c6 svart springare · f6 svart springare · c5 svart löpare · c4 vit löpare · d4 svart bonde · e4 vit bonde · c3 vit bonde · f3 vit springare · a2 vit bonde · b2 vit bonde · f2 vit bonde · g2 vit bonde · h2 vit bonde · a1 vit torn · b1 vit springare · c1 vit löpare · d1 vit drottning · e1 vit kung · h1 vit torn | a8 svart torn · c8 svart löpare · d8 svart drottning · e8 svart kung · h8 svart torn · a7 svart bonde · b7 svart bonde · c7 svart bonde · d7 svart bonde · f7 svart bonde · g7 svart bonde · h7 svart bonde · c6 svart springare · f6 svart springare · c5 svart löpare · c4 vit löpare · d4 svart bonde · e4 vit bonde · c3 vit bonde · f3 vit springare · a2 vit bonde · b2 vit bonde · f2 vit bonde · g2 vit bonde · h2 vit bonde · a1 vit torn · b1 vit springare · c1 vit löpare · d1 vit drottning · e1 vit kung · h1 vit torn | a8 svart torn · c8 svart löpare · d8 svart drottning · e8 svart kung · h8 svart torn · a7 svart bonde · b7 svart bonde · c7 svart bonde · d7 svart bonde · f7 svart bonde · g7 svart bonde · h7 svart bonde · c6 svart springare · f6 svart springare · c5 svart löpare · c4 vit löpare · d4 svart bonde · e4 vit bonde · c3 vit bonde · f3 vit springare · a2 vit bonde · b2 vit bonde · f2 vit bonde · g2 vit bonde · h2 vit bonde · a1 vit torn · b1 vit springare · c1 vit löpare · d1 vit drottning · e1 vit kung · h1 vit torn | a8 svart torn · c8 svart löpare · d8 svart drottning · e8 svart kung · h8 svart torn · a7 svart bonde · b7 svart bonde · c7 svart bonde · d7 svart bonde · f7 svart bonde · g7 svart bonde · h7 svart bonde · c6 svart springare · f6 svart springare · c5 svart löpare · c4 vit löpare · d4 svart bonde · e4 vit bonde · c3 vit bonde · f3 vit springare · a2 vit bonde · b2 vit bonde · f2 vit bonde · g2 vit bonde · h2 vit bonde · a1 vit torn · b1 vit springare · c1 vit löpare · d1 vit drottning · e1 vit kung · h1 vit torn | a8 svart torn · c8 svart löpare · d8 svart drottning · e8 svart kung · h8 svart torn · a7 svart bonde · b7 svart bonde · c7 svart bonde · d7 svart bonde · f7 svart bonde · g7 svart bonde · h7 svart bonde · c6 svart springare · f6 svart springare · c5 svart löpare · c4 vit löpare · d4 svart bonde · e4 vit bonde · c3 vit bonde · f3 vit springare · a2 vit bonde · b2 vit bonde · f2 vit bonde · g2 vit bonde · h2 vit bonde · a1 vit torn · b1 vit springare · c1 vit löpare · d1 vit drottning · e1 vit kung · h1 vit torn | 3 |
| 2 | a8 svart torn · c8 svart löpare · d8 svart drottning · e8 svart kung · h8 svart torn · a7 svart bonde · b7 svart bonde · c7 svart bonde · d7 svart bonde · f7 svart bonde · g7 svart bonde · h7 svart bonde · c6 svart springare · f6 svart springare · c5 svart löpare · c4 vit löpare · d4 svart bonde · e4 vit bonde · c3 vit bonde · f3 vit springare · a2 vit bonde · b2 vit bonde · f2 vit bonde · g2 vit bonde · h2 vit bonde · a1 vit torn · b1 vit springare · c1 vit löpare · d1 vit drottning · e1 vit kung · h1 vit torn | a8 svart torn · c8 svart löpare · d8 svart drottning · e8 svart kung · h8 svart torn · a7 svart bonde · b7 svart bonde · c7 svart bonde · d7 svart bonde · f7 svart bonde · g7 svart bonde · h7 svart bonde · c6 svart springare · f6 svart springare · c5 svart löpare · c4 vit löpare · d4 svart bonde · e4 vit bonde · c3 vit bonde · f3 vit springare · a2 vit bonde · b2 vit bonde · f2 vit bonde · g2 vit bonde · h2 vit bonde · a1 vit torn · b1 vit springare · c1 vit löpare · d1 vit drottning · e1 vit kung · h1 vit torn | a8 svart torn · c8 svart löpare · d8 svart drottning · e8 svart kung · h8 svart torn · a7 svart bonde · b7 svart bonde · c7 svart bonde · d7 svart bonde · f7 svart bonde · g7 svart bonde · h7 svart bonde · c6 svart springare · f6 svart springare · c5 svart löpare · c4 vit löpare · d4 svart bonde · e4 vit bonde · c3 vit bonde · f3 vit springare · a2 vit bonde · b2 vit bonde · f2 vit bonde · g2 vit bonde · h2 vit bonde · a1 vit torn · b1 vit springare · c1 vit löpare · d1 vit drottning · e1 vit kung · h1 vit torn | a8 svart torn · c8 svart löpare · d8 svart drottning · e8 svart kung · h8 svart torn · a7 svart bonde · b7 svart bonde · c7 svart bonde · d7 svart bonde · f7 svart bonde · g7 svart bonde · h7 svart bonde · c6 svart springare · f6 svart springare · c5 svart löpare · c4 vit löpare · d4 svart bonde · e4 vit bonde · c3 vit bonde · f3 vit springare · a2 vit bonde · b2 vit bonde · f2 vit bonde · g2 vit bonde · h2 vit bonde · a1 vit torn · b1 vit springare · c1 vit löpare · d1 vit drottning · e1 vit kung · h1 vit torn | a8 svart torn · c8 svart löpare · d8 svart drottning · e8 svart kung · h8 svart torn · a7 svart bonde · b7 svart bonde · c7 svart bonde · d7 svart bonde · f7 svart bonde · g7 svart bonde · h7 svart bonde · c6 svart springare · f6 svart springare · c5 svart löpare · c4 vit löpare · d4 svart bonde · e4 vit bonde · c3 vit bonde · f3 vit springare · a2 vit bonde · b2 vit bonde · f2 vit bonde · g2 vit bonde · h2 vit bonde · a1 vit torn · b1 vit springare · c1 vit löpare · d1 vit drottning · e1 vit kung · h1 vit torn | a8 svart torn · c8 svart löpare · d8 svart drottning · e8 svart kung · h8 svart torn · a7 svart bonde · b7 svart bonde · c7 svart bonde · d7 svart bonde · f7 svart bonde · g7 svart bonde · h7 svart bonde · c6 svart springare · f6 svart springare · c5 svart löpare · c4 vit löpare · d4 svart bonde · e4 vit bonde · c3 vit bonde · f3 vit springare · a2 vit bonde · b2 vit bonde · f2 vit bonde · g2 vit bonde · h2 vit bonde · a1 vit torn · b1 vit springare · c1 vit löpare · d1 vit drottning · e1 vit kung · h1 vit torn | a8 svart torn · c8 svart löpare · d8 svart drottning · e8 svart kung · h8 svart torn · a7 svart bonde · b7 svart bonde · c7 svart bonde · d7 svart bonde · f7 svart bonde · g7 svart bonde · h7 svart bonde · c6 svart springare · f6 svart springare · c5 svart löpare · c4 vit löpare · d4 svart bonde · e4 vit bonde · c3 vit bonde · f3 vit springare · a2 vit bonde · b2 vit bonde · f2 vit bonde · g2 vit bonde · h2 vit bonde · a1 vit torn · b1 vit springare · c1 vit löpare · d1 vit drottning · e1 vit kung · h1 vit torn | a8 svart torn · c8 svart löpare · d8 svart drottning · e8 svart kung · h8 svart torn · a7 svart bonde · b7 svart bonde · c7 svart bonde · d7 svart bonde · f7 svart bonde · g7 svart bonde · h7 svart bonde · c6 svart springare · f6 svart springare · c5 svart löpare · c4 vit löpare · d4 svart bonde · e4 vit bonde · c3 vit bonde · f3 vit springare · a2 vit bonde · b2 vit bonde · f2 vit bonde · g2 vit bonde · h2 vit bonde · a1 vit torn · b1 vit springare · c1 vit löpare · d1 vit drottning · e1 vit kung · h1 vit torn | 2 |
| 1 | a8 svart torn · c8 svart löpare · d8 svart drottning · e8 svart kung · h8 svart torn · a7 svart bonde · b7 svart bonde · c7 svart bonde · d7 svart bonde · f7 svart bonde · g7 svart bonde · h7 svart bonde · c6 svart springare · f6 svart springare · c5 svart löpare · c4 vit löpare · d4 svart bonde · e4 vit bonde · c3 vit bonde · f3 vit springare · a2 vit bonde · b2 vit bonde · f2 vit bonde · g2 vit bonde · h2 vit bonde · a1 vit torn · b1 vit springare · c1 vit löpare · d1 vit drottning · e1 vit kung · h1 vit torn | a8 svart torn · c8 svart löpare · d8 svart drottning · e8 svart kung · h8 svart torn · a7 svart bonde · b7 svart bonde · c7 svart bonde · d7 svart bonde · f7 svart bonde · g7 svart bonde · h7 svart bonde · c6 svart springare · f6 svart springare · c5 svart löpare · c4 vit löpare · d4 svart bonde · e4 vit bonde · c3 vit bonde · f3 vit springare · a2 vit bonde · b2 vit bonde · f2 vit bonde · g2 vit bonde · h2 vit bonde · a1 vit torn · b1 vit springare · c1 vit löpare · d1 vit drottning · e1 vit kung · h1 vit torn | a8 svart torn · c8 svart löpare · d8 svart drottning · e8 svart kung · h8 svart torn · a7 svart bonde · b7 svart bonde · c7 svart bonde · d7 svart bonde · f7 svart bonde · g7 svart bonde · h7 svart bonde · c6 svart springare · f6 svart springare · c5 svart löpare · c4 vit löpare · d4 svart bonde · e4 vit bonde · c3 vit bonde · f3 vit springare · a2 vit bonde · b2 vit bonde · f2 vit bonde · g2 vit bonde · h2 vit bonde · a1 vit torn · b1 vit springare · c1 vit löpare · d1 vit drottning · e1 vit kung · h1 vit torn | a8 svart torn · c8 svart löpare · d8 svart drottning · e8 svart kung · h8 svart torn · a7 svart bonde · b7 svart bonde · c7 svart bonde · d7 svart bonde · f7 svart bonde · g7 svart bonde · h7 svart bonde · c6 svart springare · f6 svart springare · c5 svart löpare · c4 vit löpare · d4 svart bonde · e4 vit bonde · c3 vit bonde · f3 vit springare · a2 vit bonde · b2 vit bonde · f2 vit bonde · g2 vit bonde · h2 vit bonde · a1 vit torn · b1 vit springare · c1 vit löpare · d1 vit drottning · e1 vit kung · h1 vit torn | a8 svart torn · c8 svart löpare · d8 svart drottning · e8 svart kung · h8 svart torn · a7 svart bonde · b7 svart bonde · c7 svart bonde · d7 svart bonde · f7 svart bonde · g7 svart bonde · h7 svart bonde · c6 svart springare · f6 svart springare · c5 svart löpare · c4 vit löpare · d4 svart bonde · e4 vit bonde · c3 vit bonde · f3 vit springare · a2 vit bonde · b2 vit bonde · f2 vit bonde · g2 vit bonde · h2 vit bonde · a1 vit torn · b1 vit springare · c1 vit löpare · d1 vit drottning · e1 vit kung · h1 vit torn | a8 svart torn · c8 svart löpare · d8 svart drottning · e8 svart kung · h8 svart torn · a7 svart bonde · b7 svart bonde · c7 svart bonde · d7 svart bonde · f7 svart bonde · g7 svart bonde · h7 svart bonde · c6 svart springare · f6 svart springare · c5 svart löpare · c4 vit löpare · d4 svart bonde · e4 vit bonde · c3 vit bonde · f3 vit springare · a2 vit bonde · b2 vit bonde · f2 vit bonde · g2 vit bonde · h2 vit bonde · a1 vit torn · b1 vit springare · c1 vit löpare · d1 vit drottning · e1 vit kung · h1 vit torn | a8 svart torn · c8 svart löpare · d8 svart drottning · e8 svart kung · h8 svart torn · a7 svart bonde · b7 svart bonde · c7 svart bonde · d7 svart bonde · f7 svart bonde · g7 svart bonde · h7 svart bonde · c6 svart springare · f6 svart springare · c5 svart löpare · c4 vit löpare · d4 svart bonde · e4 vit bonde · c3 vit bonde · f3 vit springare · a2 vit bonde · b2 vit bonde · f2 vit bonde · g2 vit bonde · h2 vit bonde · a1 vit torn · b1 vit springare · c1 vit löpare · d1 vit drottning · e1 vit kung · h1 vit torn | a8 svart torn · c8 svart löpare · d8 svart drottning · e8 svart kung · h8 svart torn · a7 svart bonde · b7 svart bonde · c7 svart bonde · d7 svart bonde · f7 svart bonde · g7 svart bonde · h7 svart bonde · c6 svart springare · f6 svart springare · c5 svart löpare · c4 vit löpare · d4 svart bonde · e4 vit bonde · c3 vit bonde · f3 vit springare · a2 vit bonde · b2 vit bonde · f2 vit bonde · g2 vit bonde · h2 vit bonde · a1 vit torn · b1 vit springare · c1 vit löpare · d1 vit drottning · e1 vit kung · h1 vit torn | 1 |
|   | a | b | c | d | e | f | g | h |   |

Huvudvarianten fortsätter 4.c3 Sf6 5.d4 exd4 (se diagram).
Här har vit två vanliga drag:
- 6.cxd4 är den traditionella huvudvarianten. Det följer normalt 6…Lb4+ 7.Ld2 Lxd2+ 8.Sbxd2 d5 9.exd5 Sxd5 10.Db3. Vit står lite friare men har en isolerad d-bonde.

Förr spelades 7.Sc3 där 7…Sxe4 8.0–0 Lxc3 9.d5! är det så kallade Möllerangreppet som analyserades av dansken Jørgen Møller i Tidskrift för Schack 1898. Det kan följa 9…Lf6 10.Te1 Se7 11.Txe4 med långa teorivarianter som leder till remi vid bästa spel från vit.
- 6.e5 har blivit mer populärt. Spelet fortsätter oftast 6…d5 7.Lb5 Se4 8.cxd4 Lb6 9.Sc3 0–0 10.Le3 med ungefär lika spel.

### 4.d3
|   | a | b | c | d | e | f | g | h |   |
| 8 | a8 svart torn · c8 svart löpare · d8 svart drottning · e8 svart kung · h8 svart torn · a7 svart bonde · b7 svart bonde · c7 svart bonde · f7 svart bonde · g7 svart bonde · h7 svart bonde · c6 svart springare · d6 svart bonde · f6 svart springare · c5 svart löpare · e5 svart bonde · c4 vit löpare · e4 vit bonde · c3 vit bonde · d3 vit bonde · f3 vit springare · a2 vit bonde · b2 vit bonde · f2 vit bonde · g2 vit bonde · h2 vit bonde · a1 vit torn · b1 vit springare · c1 vit löpare · d1 vit drottning · e1 vit kung · h1 vit torn | a8 svart torn · c8 svart löpare · d8 svart drottning · e8 svart kung · h8 svart torn · a7 svart bonde · b7 svart bonde · c7 svart bonde · f7 svart bonde · g7 svart bonde · h7 svart bonde · c6 svart springare · d6 svart bonde · f6 svart springare · c5 svart löpare · e5 svart bonde · c4 vit löpare · e4 vit bonde · c3 vit bonde · d3 vit bonde · f3 vit springare · a2 vit bonde · b2 vit bonde · f2 vit bonde · g2 vit bonde · h2 vit bonde · a1 vit torn · b1 vit springare · c1 vit löpare · d1 vit drottning · e1 vit kung · h1 vit torn | a8 svart torn · c8 svart löpare · d8 svart drottning · e8 svart kung · h8 svart torn · a7 svart bonde · b7 svart bonde · c7 svart bonde · f7 svart bonde · g7 svart bonde · h7 svart bonde · c6 svart springare · d6 svart bonde · f6 svart springare · c5 svart löpare · e5 svart bonde · c4 vit löpare · e4 vit bonde · c3 vit bonde · d3 vit bonde · f3 vit springare · a2 vit bonde · b2 vit bonde · f2 vit bonde · g2 vit bonde · h2 vit bonde · a1 vit torn · b1 vit springare · c1 vit löpare · d1 vit drottning · e1 vit kung · h1 vit torn | a8 svart torn · c8 svart löpare · d8 svart drottning · e8 svart kung · h8 svart torn · a7 svart bonde · b7 svart bonde · c7 svart bonde · f7 svart bonde · g7 svart bonde · h7 svart bonde · c6 svart springare · d6 svart bonde · f6 svart springare · c5 svart löpare · e5 svart bonde · c4 vit löpare · e4 vit bonde · c3 vit bonde · d3 vit bonde · f3 vit springare · a2 vit bonde · b2 vit bonde · f2 vit bonde · g2 vit bonde · h2 vit bonde · a1 vit torn · b1 vit springare · c1 vit löpare · d1 vit drottning · e1 vit kung · h1 vit torn | a8 svart torn · c8 svart löpare · d8 svart drottning · e8 svart kung · h8 svart torn · a7 svart bonde · b7 svart bonde · c7 svart bonde · f7 svart bonde · g7 svart bonde · h7 svart bonde · c6 svart springare · d6 svart bonde · f6 svart springare · c5 svart löpare · e5 svart bonde · c4 vit löpare · e4 vit bonde · c3 vit bonde · d3 vit bonde · f3 vit springare · a2 vit bonde · b2 vit bonde · f2 vit bonde · g2 vit bonde · h2 vit bonde · a1 vit torn · b1 vit springare · c1 vit löpare · d1 vit drottning · e1 vit kung · h1 vit torn | a8 svart torn · c8 svart löpare · d8 svart drottning · e8 svart kung · h8 svart torn · a7 svart bonde · b7 svart bonde · c7 svart bonde · f7 svart bonde · g7 svart bonde · h7 svart bonde · c6 svart springare · d6 svart bonde · f6 svart springare · c5 svart löpare · e5 svart bonde · c4 vit löpare · e4 vit bonde · c3 vit bonde · d3 vit bonde · f3 vit springare · a2 vit bonde · b2 vit bonde · f2 vit bonde · g2 vit bonde · h2 vit bonde · a1 vit torn · b1 vit springare · c1 vit löpare · d1 vit drottning · e1 vit kung · h1 vit torn | a8 svart torn · c8 svart löpare · d8 svart drottning · e8 svart kung · h8 svart torn · a7 svart bonde · b7 svart bonde · c7 svart bonde · f7 svart bonde · g7 svart bonde · h7 svart bonde · c6 svart springare · d6 svart bonde · f6 svart springare · c5 svart löpare · e5 svart bonde · c4 vit löpare · e4 vit bonde · c3 vit bonde · d3 vit bonde · f3 vit springare · a2 vit bonde · b2 vit bonde · f2 vit bonde · g2 vit bonde · h2 vit bonde · a1 vit torn · b1 vit springare · c1 vit löpare · d1 vit drottning · e1 vit kung · h1 vit torn | a8 svart torn · c8 svart löpare · d8 svart drottning · e8 svart kung · h8 svart torn · a7 svart bonde · b7 svart bonde · c7 svart bonde · f7 svart bonde · g7 svart bonde · h7 svart bonde · c6 svart springare · d6 svart bonde · f6 svart springare · c5 svart löpare · e5 svart bonde · c4 vit löpare · e4 vit bonde · c3 vit bonde · d3 vit bonde · f3 vit springare · a2 vit bonde · b2 vit bonde · f2 vit bonde · g2 vit bonde · h2 vit bonde · a1 vit torn · b1 vit springare · c1 vit löpare · d1 vit drottning · e1 vit kung · h1 vit torn | 8 |
| 7 | a8 svart torn · c8 svart löpare · d8 svart drottning · e8 svart kung · h8 svart torn · a7 svart bonde · b7 svart bonde · c7 svart bonde · f7 svart bonde · g7 svart bonde · h7 svart bonde · c6 svart springare · d6 svart bonde · f6 svart springare · c5 svart löpare · e5 svart bonde · c4 vit löpare · e4 vit bonde · c3 vit bonde · d3 vit bonde · f3 vit springare · a2 vit bonde · b2 vit bonde · f2 vit bonde · g2 vit bonde · h2 vit bonde · a1 vit torn · b1 vit springare · c1 vit löpare · d1 vit drottning · e1 vit kung · h1 vit torn | a8 svart torn · c8 svart löpare · d8 svart drottning · e8 svart kung · h8 svart torn · a7 svart bonde · b7 svart bonde · c7 svart bonde · f7 svart bonde · g7 svart bonde · h7 svart bonde · c6 svart springare · d6 svart bonde · f6 svart springare · c5 svart löpare · e5 svart bonde · c4 vit löpare · e4 vit bonde · c3 vit bonde · d3 vit bonde · f3 vit springare · a2 vit bonde · b2 vit bonde · f2 vit bonde · g2 vit bonde · h2 vit bonde · a1 vit torn · b1 vit springare · c1 vit löpare · d1 vit drottning · e1 vit kung · h1 vit torn | a8 svart torn · c8 svart löpare · d8 svart drottning · e8 svart kung · h8 svart torn · a7 svart bonde · b7 svart bonde · c7 svart bonde · f7 svart bonde · g7 svart bonde · h7 svart bonde · c6 svart springare · d6 svart bonde · f6 svart springare · c5 svart löpare · e5 svart bonde · c4 vit löpare · e4 vit bonde · c3 vit bonde · d3 vit bonde · f3 vit springare · a2 vit bonde · b2 vit bonde · f2 vit bonde · g2 vit bonde · h2 vit bonde · a1 vit torn · b1 vit springare · c1 vit löpare · d1 vit drottning · e1 vit kung · h1 vit torn | a8 svart torn · c8 svart löpare · d8 svart drottning · e8 svart kung · h8 svart torn · a7 svart bonde · b7 svart bonde · c7 svart bonde · f7 svart bonde · g7 svart bonde · h7 svart bonde · c6 svart springare · d6 svart bonde · f6 svart springare · c5 svart löpare · e5 svart bonde · c4 vit löpare · e4 vit bonde · c3 vit bonde · d3 vit bonde · f3 vit springare · a2 vit bonde · b2 vit bonde · f2 vit bonde · g2 vit bonde · h2 vit bonde · a1 vit torn · b1 vit springare · c1 vit löpare · d1 vit drottning · e1 vit kung · h1 vit torn | a8 svart torn · c8 svart löpare · d8 svart drottning · e8 svart kung · h8 svart torn · a7 svart bonde · b7 svart bonde · c7 svart bonde · f7 svart bonde · g7 svart bonde · h7 svart bonde · c6 svart springare · d6 svart bonde · f6 svart springare · c5 svart löpare · e5 svart bonde · c4 vit löpare · e4 vit bonde · c3 vit bonde · d3 vit bonde · f3 vit springare · a2 vit bonde · b2 vit bonde · f2 vit bonde · g2 vit bonde · h2 vit bonde · a1 vit torn · b1 vit springare · c1 vit löpare · d1 vit drottning · e1 vit kung · h1 vit torn | a8 svart torn · c8 svart löpare · d8 svart drottning · e8 svart kung · h8 svart torn · a7 svart bonde · b7 svart bonde · c7 svart bonde · f7 svart bonde · g7 svart bonde · h7 svart bonde · c6 svart springare · d6 svart bonde · f6 svart springare · c5 svart löpare · e5 svart bonde · c4 vit löpare · e4 vit bonde · c3 vit bonde · d3 vit bonde · f3 vit springare · a2 vit bonde · b2 vit bonde · f2 vit bonde · g2 vit bonde · h2 vit bonde · a1 vit torn · b1 vit springare · c1 vit löpare · d1 vit drottning · e1 vit kung · h1 vit torn | a8 svart torn · c8 svart löpare · d8 svart drottning · e8 svart kung · h8 svart torn · a7 svart bonde · b7 svart bonde · c7 svart bonde · f7 svart bonde · g7 svart bonde · h7 svart bonde · c6 svart springare · d6 svart bonde · f6 svart springare · c5 svart löpare · e5 svart bonde · c4 vit löpare · e4 vit bonde · c3 vit bonde · d3 vit bonde · f3 vit springare · a2 vit bonde · b2 vit bonde · f2 vit bonde · g2 vit bonde · h2 vit bonde · a1 vit torn · b1 vit springare · c1 vit löpare · d1 vit drottning · e1 vit kung · h1 vit torn | a8 svart torn · c8 svart löpare · d8 svart drottning · e8 svart kung · h8 svart torn · a7 svart bonde · b7 svart bonde · c7 svart bonde · f7 svart bonde · g7 svart bonde · h7 svart bonde · c6 svart springare · d6 svart bonde · f6 svart springare · c5 svart löpare · e5 svart bonde · c4 vit löpare · e4 vit bonde · c3 vit bonde · d3 vit bonde · f3 vit springare · a2 vit bonde · b2 vit bonde · f2 vit bonde · g2 vit bonde · h2 vit bonde · a1 vit torn · b1 vit springare · c1 vit löpare · d1 vit drottning · e1 vit kung · h1 vit torn | 7 |
| 6 | a8 svart torn · c8 svart löpare · d8 svart drottning · e8 svart kung · h8 svart torn · a7 svart bonde · b7 svart bonde · c7 svart bonde · f7 svart bonde · g7 svart bonde · h7 svart bonde · c6 svart springare · d6 svart bonde · f6 svart springare · c5 svart löpare · e5 svart bonde · c4 vit löpare · e4 vit bonde · c3 vit bonde · d3 vit bonde · f3 vit springare · a2 vit bonde · b2 vit bonde · f2 vit bonde · g2 vit bonde · h2 vit bonde · a1 vit torn · b1 vit springare · c1 vit löpare · d1 vit drottning · e1 vit kung · h1 vit torn | a8 svart torn · c8 svart löpare · d8 svart drottning · e8 svart kung · h8 svart torn · a7 svart bonde · b7 svart bonde · c7 svart bonde · f7 svart bonde · g7 svart bonde · h7 svart bonde · c6 svart springare · d6 svart bonde · f6 svart springare · c5 svart löpare · e5 svart bonde · c4 vit löpare · e4 vit bonde · c3 vit bonde · d3 vit bonde · f3 vit springare · a2 vit bonde · b2 vit bonde · f2 vit bonde · g2 vit bonde · h2 vit bonde · a1 vit torn · b1 vit springare · c1 vit löpare · d1 vit drottning · e1 vit kung · h1 vit torn | a8 svart torn · c8 svart löpare · d8 svart drottning · e8 svart kung · h8 svart torn · a7 svart bonde · b7 svart bonde · c7 svart bonde · f7 svart bonde · g7 svart bonde · h7 svart bonde · c6 svart springare · d6 svart bonde · f6 svart springare · c5 svart löpare · e5 svart bonde · c4 vit löpare · e4 vit bonde · c3 vit bonde · d3 vit bonde · f3 vit springare · a2 vit bonde · b2 vit bonde · f2 vit bonde · g2 vit bonde · h2 vit bonde · a1 vit torn · b1 vit springare · c1 vit löpare · d1 vit drottning · e1 vit kung · h1 vit torn | a8 svart torn · c8 svart löpare · d8 svart drottning · e8 svart kung · h8 svart torn · a7 svart bonde · b7 svart bonde · c7 svart bonde · f7 svart bonde · g7 svart bonde · h7 svart bonde · c6 svart springare · d6 svart bonde · f6 svart springare · c5 svart löpare · e5 svart bonde · c4 vit löpare · e4 vit bonde · c3 vit bonde · d3 vit bonde · f3 vit springare · a2 vit bonde · b2 vit bonde · f2 vit bonde · g2 vit bonde · h2 vit bonde · a1 vit torn · b1 vit springare · c1 vit löpare · d1 vit drottning · e1 vit kung · h1 vit torn | a8 svart torn · c8 svart löpare · d8 svart drottning · e8 svart kung · h8 svart torn · a7 svart bonde · b7 svart bonde · c7 svart bonde · f7 svart bonde · g7 svart bonde · h7 svart bonde · c6 svart springare · d6 svart bonde · f6 svart springare · c5 svart löpare · e5 svart bonde · c4 vit löpare · e4 vit bonde · c3 vit bonde · d3 vit bonde · f3 vit springare · a2 vit bonde · b2 vit bonde · f2 vit bonde · g2 vit bonde · h2 vit bonde · a1 vit torn · b1 vit springare · c1 vit löpare · d1 vit drottning · e1 vit kung · h1 vit torn | a8 svart torn · c8 svart löpare · d8 svart drottning · e8 svart kung · h8 svart torn · a7 svart bonde · b7 svart bonde · c7 svart bonde · f7 svart bonde · g7 svart bonde · h7 svart bonde · c6 svart springare · d6 svart bonde · f6 svart springare · c5 svart löpare · e5 svart bonde · c4 vit löpare · e4 vit bonde · c3 vit bonde · d3 vit bonde · f3 vit springare · a2 vit bonde · b2 vit bonde · f2 vit bonde · g2 vit bonde · h2 vit bonde · a1 vit torn · b1 vit springare · c1 vit löpare · d1 vit drottning · e1 vit kung · h1 vit torn | a8 svart torn · c8 svart löpare · d8 svart drottning · e8 svart kung · h8 svart torn · a7 svart bonde · b7 svart bonde · c7 svart bonde · f7 svart bonde · g7 svart bonde · h7 svart bonde · c6 svart springare · d6 svart bonde · f6 svart springare · c5 svart löpare · e5 svart bonde · c4 vit löpare · e4 vit bonde · c3 vit bonde · d3 vit bonde · f3 vit springare · a2 vit bonde · b2 vit bonde · f2 vit bonde · g2 vit bonde · h2 vit bonde · a1 vit torn · b1 vit springare · c1 vit löpare · d1 vit drottning · e1 vit kung · h1 vit torn | a8 svart torn · c8 svart löpare · d8 svart drottning · e8 svart kung · h8 svart torn · a7 svart bonde · b7 svart bonde · c7 svart bonde · f7 svart bonde · g7 svart bonde · h7 svart bonde · c6 svart springare · d6 svart bonde · f6 svart springare · c5 svart löpare · e5 svart bonde · c4 vit löpare · e4 vit bonde · c3 vit bonde · d3 vit bonde · f3 vit springare · a2 vit bonde · b2 vit bonde · f2 vit bonde · g2 vit bonde · h2 vit bonde · a1 vit torn · b1 vit springare · c1 vit löpare · d1 vit drottning · e1 vit kung · h1 vit torn | 6 |
| 5 | a8 svart torn · c8 svart löpare · d8 svart drottning · e8 svart kung · h8 svart torn · a7 svart bonde · b7 svart bonde · c7 svart bonde · f7 svart bonde · g7 svart bonde · h7 svart bonde · c6 svart springare · d6 svart bonde · f6 svart springare · c5 svart löpare · e5 svart bonde · c4 vit löpare · e4 vit bonde · c3 vit bonde · d3 vit bonde · f3 vit springare · a2 vit bonde · b2 vit bonde · f2 vit bonde · g2 vit bonde · h2 vit bonde · a1 vit torn · b1 vit springare · c1 vit löpare · d1 vit drottning · e1 vit kung · h1 vit torn | a8 svart torn · c8 svart löpare · d8 svart drottning · e8 svart kung · h8 svart torn · a7 svart bonde · b7 svart bonde · c7 svart bonde · f7 svart bonde · g7 svart bonde · h7 svart bonde · c6 svart springare · d6 svart bonde · f6 svart springare · c5 svart löpare · e5 svart bonde · c4 vit löpare · e4 vit bonde · c3 vit bonde · d3 vit bonde · f3 vit springare · a2 vit bonde · b2 vit bonde · f2 vit bonde · g2 vit bonde · h2 vit bonde · a1 vit torn · b1 vit springare · c1 vit löpare · d1 vit drottning · e1 vit kung · h1 vit torn | a8 svart torn · c8 svart löpare · d8 svart drottning · e8 svart kung · h8 svart torn · a7 svart bonde · b7 svart bonde · c7 svart bonde · f7 svart bonde · g7 svart bonde · h7 svart bonde · c6 svart springare · d6 svart bonde · f6 svart springare · c5 svart löpare · e5 svart bonde · c4 vit löpare · e4 vit bonde · c3 vit bonde · d3 vit bonde · f3 vit springare · a2 vit bonde · b2 vit bonde · f2 vit bonde · g2 vit bonde · h2 vit bonde · a1 vit torn · b1 vit springare · c1 vit löpare · d1 vit drottning · e1 vit kung · h1 vit torn | a8 svart torn · c8 svart löpare · d8 svart drottning · e8 svart kung · h8 svart torn · a7 svart bonde · b7 svart bonde · c7 svart bonde · f7 svart bonde · g7 svart bonde · h7 svart bonde · c6 svart springare · d6 svart bonde · f6 svart springare · c5 svart löpare · e5 svart bonde · c4 vit löpare · e4 vit bonde · c3 vit bonde · d3 vit bonde · f3 vit springare · a2 vit bonde · b2 vit bonde · f2 vit bonde · g2 vit bonde · h2 vit bonde · a1 vit torn · b1 vit springare · c1 vit löpare · d1 vit drottning · e1 vit kung · h1 vit torn | a8 svart torn · c8 svart löpare · d8 svart drottning · e8 svart kung · h8 svart torn · a7 svart bonde · b7 svart bonde · c7 svart bonde · f7 svart bonde · g7 svart bonde · h7 svart bonde · c6 svart springare · d6 svart bonde · f6 svart springare · c5 svart löpare · e5 svart bonde · c4 vit löpare · e4 vit bonde · c3 vit bonde · d3 vit bonde · f3 vit springare · a2 vit bonde · b2 vit bonde · f2 vit bonde · g2 vit bonde · h2 vit bonde · a1 vit torn · b1 vit springare · c1 vit löpare · d1 vit drottning · e1 vit kung · h1 vit torn | a8 svart torn · c8 svart löpare · d8 svart drottning · e8 svart kung · h8 svart torn · a7 svart bonde · b7 svart bonde · c7 svart bonde · f7 svart bonde · g7 svart bonde · h7 svart bonde · c6 svart springare · d6 svart bonde · f6 svart springare · c5 svart löpare · e5 svart bonde · c4 vit löpare · e4 vit bonde · c3 vit bonde · d3 vit bonde · f3 vit springare · a2 vit bonde · b2 vit bonde · f2 vit bonde · g2 vit bonde · h2 vit bonde · a1 vit torn · b1 vit springare · c1 vit löpare · d1 vit drottning · e1 vit kung · h1 vit torn | a8 svart torn · c8 svart löpare · d8 svart drottning · e8 svart kung · h8 svart torn · a7 svart bonde · b7 svart bonde · c7 svart bonde · f7 svart bonde · g7 svart bonde · h7 svart bonde · c6 svart springare · d6 svart bonde · f6 svart springare · c5 svart löpare · e5 svart bonde · c4 vit löpare · e4 vit bonde · c3 vit bonde · d3 vit bonde · f3 vit springare · a2 vit bonde · b2 vit bonde · f2 vit bonde · g2 vit bonde · h2 vit bonde · a1 vit torn · b1 vit springare · c1 vit löpare · d1 vit drottning · e1 vit kung · h1 vit torn | a8 svart torn · c8 svart löpare · d8 svart drottning · e8 svart kung · h8 svart torn · a7 svart bonde · b7 svart bonde · c7 svart bonde · f7 svart bonde · g7 svart bonde · h7 svart bonde · c6 svart springare · d6 svart bonde · f6 svart springare · c5 svart löpare · e5 svart bonde · c4 vit löpare · e4 vit bonde · c3 vit bonde · d3 vit bonde · f3 vit springare · a2 vit bonde · b2 vit bonde · f2 vit bonde · g2 vit bonde · h2 vit bonde · a1 vit torn · b1 vit springare · c1 vit löpare · d1 vit drottning · e1 vit kung · h1 vit torn | 5 |
| 4 | a8 svart torn · c8 svart löpare · d8 svart drottning · e8 svart kung · h8 svart torn · a7 svart bonde · b7 svart bonde · c7 svart bonde · f7 svart bonde · g7 svart bonde · h7 svart bonde · c6 svart springare · d6 svart bonde · f6 svart springare · c5 svart löpare · e5 svart bonde · c4 vit löpare · e4 vit bonde · c3 vit bonde · d3 vit bonde · f3 vit springare · a2 vit bonde · b2 vit bonde · f2 vit bonde · g2 vit bonde · h2 vit bonde · a1 vit torn · b1 vit springare · c1 vit löpare · d1 vit drottning · e1 vit kung · h1 vit torn | a8 svart torn · c8 svart löpare · d8 svart drottning · e8 svart kung · h8 svart torn · a7 svart bonde · b7 svart bonde · c7 svart bonde · f7 svart bonde · g7 svart bonde · h7 svart bonde · c6 svart springare · d6 svart bonde · f6 svart springare · c5 svart löpare · e5 svart bonde · c4 vit löpare · e4 vit bonde · c3 vit bonde · d3 vit bonde · f3 vit springare · a2 vit bonde · b2 vit bonde · f2 vit bonde · g2 vit bonde · h2 vit bonde · a1 vit torn · b1 vit springare · c1 vit löpare · d1 vit drottning · e1 vit kung · h1 vit torn | a8 svart torn · c8 svart löpare · d8 svart drottning · e8 svart kung · h8 svart torn · a7 svart bonde · b7 svart bonde · c7 svart bonde · f7 svart bonde · g7 svart bonde · h7 svart bonde · c6 svart springare · d6 svart bonde · f6 svart springare · c5 svart löpare · e5 svart bonde · c4 vit löpare · e4 vit bonde · c3 vit bonde · d3 vit bonde · f3 vit springare · a2 vit bonde · b2 vit bonde · f2 vit bonde · g2 vit bonde · h2 vit bonde · a1 vit torn · b1 vit springare · c1 vit löpare · d1 vit drottning · e1 vit kung · h1 vit torn | a8 svart torn · c8 svart löpare · d8 svart drottning · e8 svart kung · h8 svart torn · a7 svart bonde · b7 svart bonde · c7 svart bonde · f7 svart bonde · g7 svart bonde · h7 svart bonde · c6 svart springare · d6 svart bonde · f6 svart springare · c5 svart löpare · e5 svart bonde · c4 vit löpare · e4 vit bonde · c3 vit bonde · d3 vit bonde · f3 vit springare · a2 vit bonde · b2 vit bonde · f2 vit bonde · g2 vit bonde · h2 vit bonde · a1 vit torn · b1 vit springare · c1 vit löpare · d1 vit drottning · e1 vit kung · h1 vit torn | a8 svart torn · c8 svart löpare · d8 svart drottning · e8 svart kung · h8 svart torn · a7 svart bonde · b7 svart bonde · c7 svart bonde · f7 svart bonde · g7 svart bonde · h7 svart bonde · c6 svart springare · d6 svart bonde · f6 svart springare · c5 svart löpare · e5 svart bonde · c4 vit löpare · e4 vit bonde · c3 vit bonde · d3 vit bonde · f3 vit springare · a2 vit bonde · b2 vit bonde · f2 vit bonde · g2 vit bonde · h2 vit bonde · a1 vit torn · b1 vit springare · c1 vit löpare · d1 vit drottning · e1 vit kung · h1 vit torn | a8 svart torn · c8 svart löpare · d8 svart drottning · e8 svart kung · h8 svart torn · a7 svart bonde · b7 svart bonde · c7 svart bonde · f7 svart bonde · g7 svart bonde · h7 svart bonde · c6 svart springare · d6 svart bonde · f6 svart springare · c5 svart löpare · e5 svart bonde · c4 vit löpare · e4 vit bonde · c3 vit bonde · d3 vit bonde · f3 vit springare · a2 vit bonde · b2 vit bonde · f2 vit bonde · g2 vit bonde · h2 vit bonde · a1 vit torn · b1 vit springare · c1 vit löpare · d1 vit drottning · e1 vit kung · h1 vit torn | a8 svart torn · c8 svart löpare · d8 svart drottning · e8 svart kung · h8 svart torn · a7 svart bonde · b7 svart bonde · c7 svart bonde · f7 svart bonde · g7 svart bonde · h7 svart bonde · c6 svart springare · d6 svart bonde · f6 svart springare · c5 svart löpare · e5 svart bonde · c4 vit löpare · e4 vit bonde · c3 vit bonde · d3 vit bonde · f3 vit springare · a2 vit bonde · b2 vit bonde · f2 vit bonde · g2 vit bonde · h2 vit bonde · a1 vit torn · b1 vit springare · c1 vit löpare · d1 vit drottning · e1 vit kung · h1 vit torn | a8 svart torn · c8 svart löpare · d8 svart drottning · e8 svart kung · h8 svart torn · a7 svart bonde · b7 svart bonde · c7 svart bonde · f7 svart bonde · g7 svart bonde · h7 svart bonde · c6 svart springare · d6 svart bonde · f6 svart springare · c5 svart löpare · e5 svart bonde · c4 vit löpare · e4 vit bonde · c3 vit bonde · d3 vit bonde · f3 vit springare · a2 vit bonde · b2 vit bonde · f2 vit bonde · g2 vit bonde · h2 vit bonde · a1 vit torn · b1 vit springare · c1 vit löpare · d1 vit drottning · e1 vit kung · h1 vit torn | 4 |
| 3 | a8 svart torn · c8 svart löpare · d8 svart drottning · e8 svart kung · h8 svart torn · a7 svart bonde · b7 svart bonde · c7 svart bonde · f7 svart bonde · g7 svart bonde · h7 svart bonde · c6 svart springare · d6 svart bonde · f6 svart springare · c5 svart löpare · e5 svart bonde · c4 vit löpare · e4 vit bonde · c3 vit bonde · d3 vit bonde · f3 vit springare · a2 vit bonde · b2 vit bonde · f2 vit bonde · g2 vit bonde · h2 vit bonde · a1 vit torn · b1 vit springare · c1 vit löpare · d1 vit drottning · e1 vit kung · h1 vit torn | a8 svart torn · c8 svart löpare · d8 svart drottning · e8 svart kung · h8 svart torn · a7 svart bonde · b7 svart bonde · c7 svart bonde · f7 svart bonde · g7 svart bonde · h7 svart bonde · c6 svart springare · d6 svart bonde · f6 svart springare · c5 svart löpare · e5 svart bonde · c4 vit löpare · e4 vit bonde · c3 vit bonde · d3 vit bonde · f3 vit springare · a2 vit bonde · b2 vit bonde · f2 vit bonde · g2 vit bonde · h2 vit bonde · a1 vit torn · b1 vit springare · c1 vit löpare · d1 vit drottning · e1 vit kung · h1 vit torn | a8 svart torn · c8 svart löpare · d8 svart drottning · e8 svart kung · h8 svart torn · a7 svart bonde · b7 svart bonde · c7 svart bonde · f7 svart bonde · g7 svart bonde · h7 svart bonde · c6 svart springare · d6 svart bonde · f6 svart springare · c5 svart löpare · e5 svart bonde · c4 vit löpare · e4 vit bonde · c3 vit bonde · d3 vit bonde · f3 vit springare · a2 vit bonde · b2 vit bonde · f2 vit bonde · g2 vit bonde · h2 vit bonde · a1 vit torn · b1 vit springare · c1 vit löpare · d1 vit drottning · e1 vit kung · h1 vit torn | a8 svart torn · c8 svart löpare · d8 svart drottning · e8 svart kung · h8 svart torn · a7 svart bonde · b7 svart bonde · c7 svart bonde · f7 svart bonde · g7 svart bonde · h7 svart bonde · c6 svart springare · d6 svart bonde · f6 svart springare · c5 svart löpare · e5 svart bonde · c4 vit löpare · e4 vit bonde · c3 vit bonde · d3 vit bonde · f3 vit springare · a2 vit bonde · b2 vit bonde · f2 vit bonde · g2 vit bonde · h2 vit bonde · a1 vit torn · b1 vit springare · c1 vit löpare · d1 vit drottning · e1 vit kung · h1 vit torn | a8 svart torn · c8 svart löpare · d8 svart drottning · e8 svart kung · h8 svart torn · a7 svart bonde · b7 svart bonde · c7 svart bonde · f7 svart bonde · g7 svart bonde · h7 svart bonde · c6 svart springare · d6 svart bonde · f6 svart springare · c5 svart löpare · e5 svart bonde · c4 vit löpare · e4 vit bonde · c3 vit bonde · d3 vit bonde · f3 vit springare · a2 vit bonde · b2 vit bonde · f2 vit bonde · g2 vit bonde · h2 vit bonde · a1 vit torn · b1 vit springare · c1 vit löpare · d1 vit drottning · e1 vit kung · h1 vit torn | a8 svart torn · c8 svart löpare · d8 svart drottning · e8 svart kung · h8 svart torn · a7 svart bonde · b7 svart bonde · c7 svart bonde · f7 svart bonde · g7 svart bonde · h7 svart bonde · c6 svart springare · d6 svart bonde · f6 svart springare · c5 svart löpare · e5 svart bonde · c4 vit löpare · e4 vit bonde · c3 vit bonde · d3 vit bonde · f3 vit springare · a2 vit bonde · b2 vit bonde · f2 vit bonde · g2 vit bonde · h2 vit bonde · a1 vit torn · b1 vit springare · c1 vit löpare · d1 vit drottning · e1 vit kung · h1 vit torn | a8 svart torn · c8 svart löpare · d8 svart drottning · e8 svart kung · h8 svart torn · a7 svart bonde · b7 svart bonde · c7 svart bonde · f7 svart bonde · g7 svart bonde · h7 svart bonde · c6 svart springare · d6 svart bonde · f6 svart springare · c5 svart löpare · e5 svart bonde · c4 vit löpare · e4 vit bonde · c3 vit bonde · d3 vit bonde · f3 vit springare · a2 vit bonde · b2 vit bonde · f2 vit bonde · g2 vit bonde · h2 vit bonde · a1 vit torn · b1 vit springare · c1 vit löpare · d1 vit drottning · e1 vit kung · h1 vit torn | a8 svart torn · c8 svart löpare · d8 svart drottning · e8 svart kung · h8 svart torn · a7 svart bonde · b7 svart bonde · c7 svart bonde · f7 svart bonde · g7 svart bonde · h7 svart bonde · c6 svart springare · d6 svart bonde · f6 svart springare · c5 svart löpare · e5 svart bonde · c4 vit löpare · e4 vit bonde · c3 vit bonde · d3 vit bonde · f3 vit springare · a2 vit bonde · b2 vit bonde · f2 vit bonde · g2 vit bonde · h2 vit bonde · a1 vit torn · b1 vit springare · c1 vit löpare · d1 vit drottning · e1 vit kung · h1 vit torn | 3 |
| 2 | a8 svart torn · c8 svart löpare · d8 svart drottning · e8 svart kung · h8 svart torn · a7 svart bonde · b7 svart bonde · c7 svart bonde · f7 svart bonde · g7 svart bonde · h7 svart bonde · c6 svart springare · d6 svart bonde · f6 svart springare · c5 svart löpare · e5 svart bonde · c4 vit löpare · e4 vit bonde · c3 vit bonde · d3 vit bonde · f3 vit springare · a2 vit bonde · b2 vit bonde · f2 vit bonde · g2 vit bonde · h2 vit bonde · a1 vit torn · b1 vit springare · c1 vit löpare · d1 vit drottning · e1 vit kung · h1 vit torn | a8 svart torn · c8 svart löpare · d8 svart drottning · e8 svart kung · h8 svart torn · a7 svart bonde · b7 svart bonde · c7 svart bonde · f7 svart bonde · g7 svart bonde · h7 svart bonde · c6 svart springare · d6 svart bonde · f6 svart springare · c5 svart löpare · e5 svart bonde · c4 vit löpare · e4 vit bonde · c3 vit bonde · d3 vit bonde · f3 vit springare · a2 vit bonde · b2 vit bonde · f2 vit bonde · g2 vit bonde · h2 vit bonde · a1 vit torn · b1 vit springare · c1 vit löpare · d1 vit drottning · e1 vit kung · h1 vit torn | a8 svart torn · c8 svart löpare · d8 svart drottning · e8 svart kung · h8 svart torn · a7 svart bonde · b7 svart bonde · c7 svart bonde · f7 svart bonde · g7 svart bonde · h7 svart bonde · c6 svart springare · d6 svart bonde · f6 svart springare · c5 svart löpare · e5 svart bonde · c4 vit löpare · e4 vit bonde · c3 vit bonde · d3 vit bonde · f3 vit springare · a2 vit bonde · b2 vit bonde · f2 vit bonde · g2 vit bonde · h2 vit bonde · a1 vit torn · b1 vit springare · c1 vit löpare · d1 vit drottning · e1 vit kung · h1 vit torn | a8 svart torn · c8 svart löpare · d8 svart drottning · e8 svart kung · h8 svart torn · a7 svart bonde · b7 svart bonde · c7 svart bonde · f7 svart bonde · g7 svart bonde · h7 svart bonde · c6 svart springare · d6 svart bonde · f6 svart springare · c5 svart löpare · e5 svart bonde · c4 vit löpare · e4 vit bonde · c3 vit bonde · d3 vit bonde · f3 vit springare · a2 vit bonde · b2 vit bonde · f2 vit bonde · g2 vit bonde · h2 vit bonde · a1 vit torn · b1 vit springare · c1 vit löpare · d1 vit drottning · e1 vit kung · h1 vit torn | a8 svart torn · c8 svart löpare · d8 svart drottning · e8 svart kung · h8 svart torn · a7 svart bonde · b7 svart bonde · c7 svart bonde · f7 svart bonde · g7 svart bonde · h7 svart bonde · c6 svart springare · d6 svart bonde · f6 svart springare · c5 svart löpare · e5 svart bonde · c4 vit löpare · e4 vit bonde · c3 vit bonde · d3 vit bonde · f3 vit springare · a2 vit bonde · b2 vit bonde · f2 vit bonde · g2 vit bonde · h2 vit bonde · a1 vit torn · b1 vit springare · c1 vit löpare · d1 vit drottning · e1 vit kung · h1 vit torn | a8 svart torn · c8 svart löpare · d8 svart drottning · e8 svart kung · h8 svart torn · a7 svart bonde · b7 svart bonde · c7 svart bonde · f7 svart bonde · g7 svart bonde · h7 svart bonde · c6 svart springare · d6 svart bonde · f6 svart springare · c5 svart löpare · e5 svart bonde · c4 vit löpare · e4 vit bonde · c3 vit bonde · d3 vit bonde · f3 vit springare · a2 vit bonde · b2 vit bonde · f2 vit bonde · g2 vit bonde · h2 vit bonde · a1 vit torn · b1 vit springare · c1 vit löpare · d1 vit drottning · e1 vit kung · h1 vit torn | a8 svart torn · c8 svart löpare · d8 svart drottning · e8 svart kung · h8 svart torn · a7 svart bonde · b7 svart bonde · c7 svart bonde · f7 svart bonde · g7 svart bonde · h7 svart bonde · c6 svart springare · d6 svart bonde · f6 svart springare · c5 svart löpare · e5 svart bonde · c4 vit löpare · e4 vit bonde · c3 vit bonde · d3 vit bonde · f3 vit springare · a2 vit bonde · b2 vit bonde · f2 vit bonde · g2 vit bonde · h2 vit bonde · a1 vit torn · b1 vit springare · c1 vit löpare · d1 vit drottning · e1 vit kung · h1 vit torn | a8 svart torn · c8 svart löpare · d8 svart drottning · e8 svart kung · h8 svart torn · a7 svart bonde · b7 svart bonde · c7 svart bonde · f7 svart bonde · g7 svart bonde · h7 svart bonde · c6 svart springare · d6 svart bonde · f6 svart springare · c5 svart löpare · e5 svart bonde · c4 vit löpare · e4 vit bonde · c3 vit bonde · d3 vit bonde · f3 vit springare · a2 vit bonde · b2 vit bonde · f2 vit bonde · g2 vit bonde · h2 vit bonde · a1 vit torn · b1 vit springare · c1 vit löpare · d1 vit drottning · e1 vit kung · h1 vit torn | 2 |
| 1 | a8 svart torn · c8 svart löpare · d8 svart drottning · e8 svart kung · h8 svart torn · a7 svart bonde · b7 svart bonde · c7 svart bonde · f7 svart bonde · g7 svart bonde · h7 svart bonde · c6 svart springare · d6 svart bonde · f6 svart springare · c5 svart löpare · e5 svart bonde · c4 vit löpare · e4 vit bonde · c3 vit bonde · d3 vit bonde · f3 vit springare · a2 vit bonde · b2 vit bonde · f2 vit bonde · g2 vit bonde · h2 vit bonde · a1 vit torn · b1 vit springare · c1 vit löpare · d1 vit drottning · e1 vit kung · h1 vit torn | a8 svart torn · c8 svart löpare · d8 svart drottning · e8 svart kung · h8 svart torn · a7 svart bonde · b7 svart bonde · c7 svart bonde · f7 svart bonde · g7 svart bonde · h7 svart bonde · c6 svart springare · d6 svart bonde · f6 svart springare · c5 svart löpare · e5 svart bonde · c4 vit löpare · e4 vit bonde · c3 vit bonde · d3 vit bonde · f3 vit springare · a2 vit bonde · b2 vit bonde · f2 vit bonde · g2 vit bonde · h2 vit bonde · a1 vit torn · b1 vit springare · c1 vit löpare · d1 vit drottning · e1 vit kung · h1 vit torn | a8 svart torn · c8 svart löpare · d8 svart drottning · e8 svart kung · h8 svart torn · a7 svart bonde · b7 svart bonde · c7 svart bonde · f7 svart bonde · g7 svart bonde · h7 svart bonde · c6 svart springare · d6 svart bonde · f6 svart springare · c5 svart löpare · e5 svart bonde · c4 vit löpare · e4 vit bonde · c3 vit bonde · d3 vit bonde · f3 vit springare · a2 vit bonde · b2 vit bonde · f2 vit bonde · g2 vit bonde · h2 vit bonde · a1 vit torn · b1 vit springare · c1 vit löpare · d1 vit drottning · e1 vit kung · h1 vit torn | a8 svart torn · c8 svart löpare · d8 svart drottning · e8 svart kung · h8 svart torn · a7 svart bonde · b7 svart bonde · c7 svart bonde · f7 svart bonde · g7 svart bonde · h7 svart bonde · c6 svart springare · d6 svart bonde · f6 svart springare · c5 svart löpare · e5 svart bonde · c4 vit löpare · e4 vit bonde · c3 vit bonde · d3 vit bonde · f3 vit springare · a2 vit bonde · b2 vit bonde · f2 vit bonde · g2 vit bonde · h2 vit bonde · a1 vit torn · b1 vit springare · c1 vit löpare · d1 vit drottning · e1 vit kung · h1 vit torn | a8 svart torn · c8 svart löpare · d8 svart drottning · e8 svart kung · h8 svart torn · a7 svart bonde · b7 svart bonde · c7 svart bonde · f7 svart bonde · g7 svart bonde · h7 svart bonde · c6 svart springare · d6 svart bonde · f6 svart springare · c5 svart löpare · e5 svart bonde · c4 vit löpare · e4 vit bonde · c3 vit bonde · d3 vit bonde · f3 vit springare · a2 vit bonde · b2 vit bonde · f2 vit bonde · g2 vit bonde · h2 vit bonde · a1 vit torn · b1 vit springare · c1 vit löpare · d1 vit drottning · e1 vit kung · h1 vit torn | a8 svart torn · c8 svart löpare · d8 svart drottning · e8 svart kung · h8 svart torn · a7 svart bonde · b7 svart bonde · c7 svart bonde · f7 svart bonde · g7 svart bonde · h7 svart bonde · c6 svart springare · d6 svart bonde · f6 svart springare · c5 svart löpare · e5 svart bonde · c4 vit löpare · e4 vit bonde · c3 vit bonde · d3 vit bonde · f3 vit springare · a2 vit bonde · b2 vit bonde · f2 vit bonde · g2 vit bonde · h2 vit bonde · a1 vit torn · b1 vit springare · c1 vit löpare · d1 vit drottning · e1 vit kung · h1 vit torn | a8 svart torn · c8 svart löpare · d8 svart drottning · e8 svart kung · h8 svart torn · a7 svart bonde · b7 svart bonde · c7 svart bonde · f7 svart bonde · g7 svart bonde · h7 svart bonde · c6 svart springare · d6 svart bonde · f6 svart springare · c5 svart löpare · e5 svart bonde · c4 vit löpare · e4 vit bonde · c3 vit bonde · d3 vit bonde · f3 vit springare · a2 vit bonde · b2 vit bonde · f2 vit bonde · g2 vit bonde · h2 vit bonde · a1 vit torn · b1 vit springare · c1 vit löpare · d1 vit drottning · e1 vit kung · h1 vit torn | a8 svart torn · c8 svart löpare · d8 svart drottning · e8 svart kung · h8 svart torn · a7 svart bonde · b7 svart bonde · c7 svart bonde · f7 svart bonde · g7 svart bonde · h7 svart bonde · c6 svart springare · d6 svart bonde · f6 svart springare · c5 svart löpare · e5 svart bonde · c4 vit löpare · e4 vit bonde · c3 vit bonde · d3 vit bonde · f3 vit springare · a2 vit bonde · b2 vit bonde · f2 vit bonde · g2 vit bonde · h2 vit bonde · a1 vit torn · b1 vit springare · c1 vit löpare · d1 vit drottning · e1 vit kung · h1 vit torn | 1 |
|   | a | b | c | d | e | f | g | h |   |

När italienskt parti spelas på elitnivå används vanligen varianten med 4.d3 som leder till mer strategiskt, mindre forcerat spel än de klassiska huvudvarianterna. Vit avvaktar med att spela d4 tills det är bättre förberett.
På en del språk kallas varianten Giuoco Pianissimo (mycket lugnt parti).
Om vit fortsätter med Sc3 blir också spelet mycket lugnt. Det vanliga är dock att spela c3 vilket leder till varianter som påminner om spanskt parti.
Dragomkastningar är vanliga. Vit kan börja med 4.c3 och sen spela 5.d3 eller börja med 4.0-0.
En typisk fortsättning är 4.d3 Sf6 5.c3 d6 (se diagram).
Vit utvecklar sig ofta ungefär som i spanskt med 0-0, Te1 och Sb1-d2-f1. Vit kan också ta terräng på damflygeln med a4 och b4.
Svart spelar vanligen …a6 (eller …a5) och backar med löparen till a7. Den andra löparen kan gå till e6 och ibland genomför svart d6-d5. Springaren omdirigeras i en del fall med Sc6-e7-g6.

### Övriga varianter
- 4.0-0 är ett vanligt fjärdedrag från vit. För det mesta är det bara en dragomkastning som leder till 4.d3-varianten efter 4…Sf6 5.d3. Vit kan också bemöta 4…Sf6 med 5.d4 vilket kallas Max Lange-gambit. Nu leder 5…exd4 6.e5 till det kända Max Lange-angreppet.
- 4.d4 kallas italiensk gambit och är numera mycket ovanligt. Efter 4…exd4 går det över i huvudvarianten efter 5.c3 Sf6 och i Max Lange-angreppet efter 5.0-0 Sf6.